# Истинные ценности (фильм, 1998, США)
«Истинные ценности» (англ. One True Thing) — художественный фильм режиссёра Карла Франклина, премьера которого в США состоялась 18 сентября 1998 года.

## Сюжет
Семейная драма, в которой рассказывается о трагедии в семье Гальденов, где смертельная болезнь матери потребовала от дочери Эллен, амбициозной журналистки престижного Нью-Йоркского журнала, пожертвовать карьерой ради ухода за больной матерью.

## В ролях
| Актёр             | Роль          |
| ----------------- | ------------- |
| Мерил Стрип       | Кейт Галден   |
| Рене Зеллвегер    | Эллен         |
| Уильям Хёрт       | Джордж        |
| Том Эверетт Скотт | Брайан Галден |
| Лорен Грэм        | Джулс         |
| Никки Кэтт        |               |

## Награды и номинации
| Церемония                        | Категория                     | Номинант    | Результат |
| -------------------------------- | ----------------------------- | ----------- | --------- |
| «Оскар»                          | «Лучшая женская роль»         | Мерил Стрип | Номинация |
| «Золотой глобус»                 | «Лучшая женская роль — драма» | Мерил Стрип | Номинация |
| «Премия Гильдии киноактёров США» | «Лучшая женская роль»         | Мерил Стрип | Номинация |
| Премия «Спутник»                 | «Лучшая женская роль — драма» | Мерил Стрип | Номинация |